# 엑스키스코어

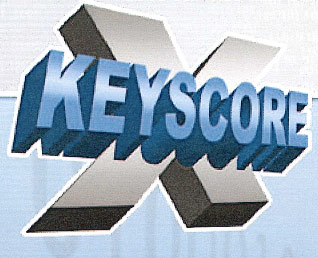
로고

엑스키스코어(영어: XKeyscore, XKEYSCORE, XKS)는 전 세계 사람들에 대한 인터넷 상의 데이터를 검색 및 분석하기 위해 미국 국가안보국 (NSA)이 사용하는 원래 감시 체계로, 원래는 극비 시스템이었다. 이 시스템은 2013년 7월에 에드워드 스노든에 의해 〈시드니 모닝 헤럴드〉와 〈우 글로부〉를 통해 폭로되었다.